# Rubus subinermoides
Rubus subinermoides är en rosväxtart som beskrevs av George Claridge Druce. Rubus subinermoides ingår i släktet rubusar, och familjen rosväxter. Inga underarter finns listade i Catalogue of Life.